# Artillerieschulschiff
Artillerieschulschiffe sind ein Kriegsschiffstyp. Sie gehören zu den Schul- bzw. Hilfsschiffen. Mit der schnell fortschreitenden Entwicklung der Schiffsartillerie wurden nach 1850 von den Kriegsflotten  spezielle Artillerieschulschiffe in Dienst gestellt. Meist handelte es sich um veraltete Kriegs- und Hilfsschiffe, die zu Artillerieschulschiffen umgerüstet wurden. Vereinzelt wurden auch Fahrzeuge als Artillerieschulschiffe neu gebaut. Kleinere Fahrzeuge werden als Artillerieschulboote bezeichnet. In der deutschen Kriegsmarine wurden auch der Leichte Kreuzer Königsberg, das Torpedoboot Luchs sowie andere Schulboote als Artillerieschulschiffe geführt.
Artillerieschulschiffe dienten zur Ausbildung des Artilleriepersonals der Flotten (Marineartillerie). Bewaffnet waren diese Fahrzeuge mit einer wechselnden Anzahl von Geschützen verschiedener Bauart, Typen und Kaliber, die auch auf den Kampfschiffen der Flotten eingesetzt waren. In Kriegszeiten dienten Artillerieschulschiffe der schnellen, praxisnahen Ausbildung von Artilleriepersonal, um die kampfbedingten Personalverluste auf den Kampfschiffen ausgleichen zu können. Sie konnten aber auch als eine Art Kanonenboot direkt an Kampfeinsätzen teilnehmen. Wegen der fortschreitenden Automatisierung des Ladevorgangs und der Feuerleittechnik bei der Schiffsartillerie verloren Artillerieschulschiffe nach dem Zweiten Weltkrieg zunehmend an Bedeutung und wurden allmählich außer Dienst gestellt und aus den Flottenlisten gestrichen. Die Ausbildung des Geschützpersonals findet heute an Land und direkt auf den Kampfschiffen statt.

## Deutsche Artillerieschulschiffe
- Renown (Norddeutscher Bund, Kaiserliche Marine, 1872–1881)
- Mars (Kaiserliche Marine, 1881–1908)
- Carola (Kaiserliche Marine, 1893–1905)
- Schwaben (Kaiserliche Marine, 1905–1911)
- Undine (Kaiserliche Marine, 1905–1912)
- Wettin (Kaiserliche Marine, 1911–1914)
- Augsburg (Kaiserliche Marine, 1912–1913)
- Bremse (Reichsmarine, Kriegsmarine, 1931–1941)
- Brummer (Reichsmarine, Kriegsmarine, 1935–1940)
- Carl Zeiß (Kriegsmarine, bis 1942)
- Mars (Kriegsmarine, 1941–1944)
- Barbara (Kriegsmarine, 1942–1945)
- Nordland (Kriegsmarine, 1944–1945)

## Deutsche Artillerieschulboote
- Delphin (Kaiserliche Marine, Reichsmarine, 1908–1925)
- Hay (Kaiserliche Marine, Reichsmarine, 1907–1932)
- Drache (Kaiserliche Marine, Reichsmarine, Kriegsmarine, 1908–1945)
- Entfernungsmeßschulboot Eduard Jungmann (Kaiserliche Marine, Reichsmarine, Kriegsmarine, 1907–1945)
- Fuchs (Kaiserliche Marine, Reichsmarine, 1906–1928)
- Fuchs (ex M 130, Reichsmarine, 1928–1940)
- Torpedoboot Luchs (Reichsmarine, Kriegsmarine, 1927–1940)
- Ludwig Preusser (Kriegsmarine, ab 1938)
- Reiher (Kriegsmarine, 1943–1945)